# Bitwa morska pod Augustą
Bitwa morska pod Augustą – starcie zbrojne, do którego doszło 22 kwietnia 1676 w niewielkiej odległości od Augusty (południowo-wschodnie wybrzeże Sycylii)  podczas wojny Francji z Koalicją.
Bitwa została stoczona przez francuską flotę (29 liniowców, 5 fregat i 8 branderów, 2 200 dział) pod wodzą Abrahama Duquesne'a z flotą holendersko-hiszpańską admirała de Ruytera, złożoną z 27 okrętów wojennych (17 holenderskich i 10 hiszpańskich, 1 330 dział) oraz 5 branderów. Hiszpanie dowodzeni przez admirała Cerdę nie pozwolili się rozdzielić między holenderskie okręty i zajęli centrum floty sprzymierzonych, natomiast Michiel de Ruyter objął dowództwo nad awangardą. Walczący w centrum Hiszpanie spisywali się słabo, co spowodowało, że główny bój stoczyły ze sobą awangardy obu flot. W sumie bitwa była krótką intensywną walką i zakończyła się nagle z chwilą, gdy Duquesne dowiedział się, że de Ruyter został śmiertelnie ranny i wycofał się z bitwy. Żadna ze stron nie straciła okrętu, chociaż było wielu zabitych i rannych, szczególnie Holendrów, którzy otrzymali niewielkie wsparcie od swych hiszpańskich sprzymierzeńców. Po bitwie sprzymierzeni wycofali się do Syrakuz, gdzie zmarł de Ruyter. Ponad miesiąc później Francuzi zniszczyli większość okrętów sprzymierzonych pod Palermo.